# Oldenburgische Regimenter der dänischen Armee
Der regierende Graf der Grafschaft Oldenburg und der Grafschaft Delmenhorst, Anton Günther von Oldenburg, starb 1667. Der Erbe des Landes wurde die dänische Linie des Hauses Oldenburg, die auch den König von Dänemark, Friedrich III., stellte und das Haus Schleswig-Holstein-Gottorf. Die Grafschaft wurde zunächst von Graf Anton I. von Aldenburg – illegitimer Sohn des Grafen von Oldenburg – verwaltet. Aber 1675 musste der Herzog Christian Albrecht aus dem Haus Holstein-Gottorp seine Ansprüche aufgeben und Oldenburg und Delmenhorst den Dänen überlassen. Das deutsche Heimatland der dänischen Könige blieb bis 1773 bei der dänischen Krone. Das Herzogtum Oldenburg wurde 1773 unter Friedrich August von Holstein-Gottorp (1711–1785) ein selbständiges Land im Heiligen Römischen Reich. Während der dänischen Zeit war damit der dänische König auch Souverän eines Landes innerhalb des Heiligen Römischen Reiches (ähnlich wie im Herzogtum Holstein). Als solcher erlaubte er, dass in Oldenburg mehrere Regimenter für die dänische Armee geworben wurden. Einige dieser Regimenter hatten nur eine kurze Lebensdauer, andere überdauerten sogar die Herrschaft der Dänen in Oldenburg. Das letzte wurde 1842 aufgelöst.
Einige, nicht alle, der führenden Offiziere hatten eine Verbindung nach Oldenburg oder Ostfriesland.
So war die Familie Wedel auf der Evenburg in Leer ansässig. Andere hatten Güter erworben.
So kaufte Anthon Günther Pott (von Potthausen) das Gut Eyhausen,  Gustav Adolf von Baudissin erbte das Gut Neuenfelde.
Andere wurden sogar in Oldenburg geboren, wie Clemens August von Haxthausen, und starben hier, wie Detlev Lütken.

## Oldenburgisches FußregimentoderLandregiment(1675–1803)
Das Regiment wurde 1675 errichtet. Es sollten 12 Kompanien mit Mannschaften aus den Grafschaften Oldenburg und Delmenhorst gebildet werden. Sie sollten die Besatzungen der örtlichen Festungen bilden. Aber bereits im Dezember 1676 wurde die Sollstärke auf 6 Kompanien halbiert und am 26. Dezember 1676 wurde bestimmt, dass sich die Bauern mit einer Zahlung von 20 Talern von der Einberufung freikaufen könnten. Zugleich wurden jeder Kompanie jährlich 300 Taler Werbegeld zugestanden, damit kamen nun auch Auswärtige in das Regiment.
Im Jahr 1677 wurden 200 Mann als Besatzung in die Festung Karlsburg bei Bremen geschickt. Als 1681 die Festung Christiansburg an der Jade gebaut wurde, schickte man wieder Männer dieses Regiments. Im Jahr 1682 wurde es auf 12 Kompanien aufgestockt und im Jahr 1684 um weitere 6 auf 18 Kompanien. Danach wurde mit dem Regiment die Herrschaft Jever besetzt aber 1688 wurde es nach Oldesloe in Holstein verlegt. Als die Engländer 1689 Truppen vom dänischen König in ihren Sold nahmen, wurde im November 1689 ein Bataillon aus 5 Kompanien
unter dem Kommando von Otto von Vittinghof auf 8 Jahre abgegeben. Das Bataillon wurde 1690 mit einem Bataillon verschmolzen, das aus dem Leibregiment der Königin gebildet worden war. Dieses Bataillon wurde bereits auf der Fahrt nach England auf vier Kompanien reduziert. Ein Transportschiff wurde von einem französischen Kaperschiff aufgebracht, die Männer gingen dann in französische Dienste.
Die in Dänemark verbliebenen Teile wurden mit einem Bataillon aus dem Regiment Kurland verstärkt. Ein Bataillon wurde 1701 im Spanischen Erbfolgekrieg an England und Holland vermietet. Er wurde dabei ab 1701 von Friedrich Wilhelm von Sonderburg und ab dem 9. Januar 1708 von Hans Philipp Prätorius geführt. Es dauerte bis 1714, bis es wieder nach Dänemark kam. Das Oldenburgische Regiment wurde mit Truppen aus dem aufgelösten Württembergischen Regiment verstärkt und kam nach Stade in Garnison. Im Jahr 1715 nahm es am Pommernfeldzug 1715/1716 teil. Nach
der Einnahme von Stralsund wurde es dort in Garnison gelegt. Im Herbst 1716 verließ es die Stadt wieder und wurde nach Kopenhagen versetzt. Dort und in Helsingör blieb es bis 1725, als es endlich wieder nach Oldenburg kam. Von 1726 bis 1741 standen 7 Kompanien in Oldenburg und Aurich und 5 weitere in Rendsburg und Friedrichsort. Im Jahr 1741 wurde ein Bataillon ins Hannöversche geschickt, 1743 wurde das gesamte Regiment in Rendsburg zusammengezogen. Von 1744 bis 1758 standen wieder 5 Kompanien in Oldenburg, der Rest verblieb in Rendsburg. Während des Siebenjährigen Krieges stand es von 1758 bis 1762 bei der Armee, die gegen die Russen in Holstein stationiert wurde. 1763 kam es nach Kopenhagen und 1765 nach Helsingör, 1785 kam es erneut nach Kopenhagen. Am 8. Juni 1803 wurde das Regiment aufgelöst und in das Marinekorps integriert.

### Liste derRegimentschefs
- 20. Juli 1675  Anton Günther von Ellebrecht (1600–1681)
- 11. Dezember 1676 Johann Peter Vogt
- 19. Januar 1677 Detlev Lütken
- 15. Oktober 1678 Anthon Günther Pott (ab 1695 von Pottendorpf)
- 1693 Erhard Friedrich von Wedel-Jarlsberg
- 23. August 1701 Friedrich Wilhelm von Sonderburg
- 9. September 1711 Hans Philipp Praetorius
- 13. März 1719 Friedrich Anton von Wedel-Jarlsberg
- 11. Juli 1729 Friedrich von Schleswig-Holstein-Sonderburg-Glücksburg
- 5. Mai 1760 Friedrich Eugen von Sachsen-Hildburghausen
- 30. November 1763 Karl Wilhelm von Sames
- 5. März 1773 Clemens August von Haxthausen
- 1. Februar 1774 Jakob Friedrich von der Osten
- 12. Mai 1784 Clemens August von Haxthausen
- 29. Januar 1803  Carl Ludwig von Baudissin
- 8. Juni 1803 Auflösung

## Infanterie-RegimentBaudissin(1675–1678)
Das Regiment wurde 1675 in Oldenburg geworben. Der Stamm bestand aus 5 Freikompanien, die bereits 1669 errichtet wurden. Es kämpfte 1675 und im Frühjahr 1676 im Nordischen Krieg bei Bremen. Nach der Eroberung von Stade wurden jeweils 4 Kompanien in Oldenburg, Delmenhorst und auf Schonen stationiert. Die Kompanien auf Schonen wurden aber bereits im September 1676 nach Helsingborg verlegt und von dort nach Kristianstad. Die beiden anderen wurde Anfang 1677 nach Friedrichstadt an der Eider und Tönning verlegt, wo sie mit Rekruten ergänzt wurden, über Kiel wurde dann ein Bataillon nach Schonen, das andere nach Glückstadt verschifft. Im Rahmen der Vorbereitung des Angriffs auf Rügen im September 1677 wurde dieses Regiment in das Regiment Fühnen integriert.

### Liste der Regimentschefs
- Juni 1675 Gustav Adolf von Baudissin
- Juni 1677 Renard Keller

## RegimentPassow(1683–1684)
Am 27. Februar 1683 gab der König die Genehmigung, 8 Kompanien mit jeweils 125 Mann in der Grafschaft Oldenburg zu werben. Nach der Musterung erreichte das Regiment am 9. Oktober 1683 Glücksstadt, von dort kam es nach Kiel. Am 6. März 1684 wurde es nach Kopenhagen verlegt und zum 31. Dezember 1684 aufgelöst. Die Truppen wurden dem seeländischen Infanterie-Regiment Prinz Frederik zugeteilt.

### Liste der Regimentschefs
- Hartwig von Passow

## RegimentTecklenburg(1683–1685)
Am 10. März 1683 erteilte der König die Bewilligung, ein Regiment aus 8 Kompanien in Oldenburg zu werben. Am Ende des Jahres wurde das Regiment nochmal um 4 Kompanien vergrößert. Es wurde im Mai 1684 nach Kopenhagen verlegt, von dort am 9. September nach Holbaek und Roskilde. Im Jahr 1685 kam es zurück nach Kopenhagen, wo es aufgelöst wurde.

### Liste der Regimentschefs
- Friedrich Moritz von Tecklenburg

## Oldenburgisches National-Regiment (1704–1764)
Das Regiment wurde 1704 aus 6 Kompanien mit jeweils 150 Mann aus den Grafschaften Oldenburg und Delmenhorst errichtet. Schon bald kam es zur Korruption. Vor Einsätzen beschaffte man sich Krankenzettel, um nicht mit in Feld zu müssen. Das Geld kam oft von Gutsbesitzern, die die Soldaten lieber auf ihrem Feld arbeiten lassen wollten, Empfänger waren die Kompaniechefs, die daran gut verdienten. Es kam so weit, dass Garnisons-Kompanien nur noch 1/4 ihrer Soll-Stärke aufwiesen. Im Jahr 1717 kam es zur großen Reinigung. Die Mehrheit der Befehlshaber wurde verhaftet. In den Jahren 1710 bis 1734 hatte das Regiment 8 Kompanien, von 1734 bis 1754  waren es 12, und von 1754 bis 1764 waren es nur noch 6 Kompanien. Im Jahr 1764 wurde das Regiment ganz aufgelöst.

### Liste der Regimentschefs
- 8. März 1704 Christian von Brockdorff
- 6. Juni 1710 Hans Jörgensen Samsö
- 26. Mai 1737 Christian Friedrich von Wangelin
- 10. September 1755 Johann Peter von Montargues
- 17. April 1760 Christian Gottfried von Pentz
- 18. November 1763 Johann Henrik von Schacht
- 3. August 1764 Auflösung

## 4. Dänisches Infanterie-Regiment (1703–1721)
Bereits 1701 erhielt der Graf Schlieben die Genehmigung und Geld ein Regiment zu Pferd und ein Regiment zu Fuß in Oldenburg zu errichten. Das Regiment zu Fuß wurde unter Vollrath Enden an den Kaiser vermietet. Dort wurde es mit einem Mecklenburger Regiment unter Karl Gustav von Malzahn (1663–1713) ergänzt. Anschließend ging es mit dem 1., 2. und 3. Regiment nach Ungarn. Es dauerte bis 1709, bis es wieder nach Dänemark kam. Von 1711 bis 1716 nahm es an den Kämpfen in Norddeutschland teil. Dazu wurde es am 13. April 1713 mit dem Bataillon Callenberg verstärkt. Mit dem Feldzug 1717 wurde es nach Norwegen geschickt, von wo es 1719 zurückkehrte. Im Jahr 1721 wurde es aufgelöst.

### Liste der Regimentschefs
- 1703 Christian Vollrath von Eyndten (Enden)
- 11. Dezember 1706 Detlev Reusch
- 20. April 1711 Jesper Friis
- 20. September 1713 Otto Carl von Callenberg
- 21. März 1716 Andreas Augustin von der Lühe
- 14. November 1716 Peter Boye Johannsen
- 1721 Aufgelöst

## Delmenhorster Regiment (1764–1787)
Das Regiment wurde am 19. September 1764 errichtet. Es bestand aus 14 Kompanien organisiert in 2 Bataillonen. Die Stärke betrug 44 Offiziere, 13 Mittel- und Unter-Stabsbeamte, 1498 Unteroffiziere und Gemeine, davon waren 812 geworbene und 686 Delmenhorster. Das Regiment wurde 1767 nach Norwegen geschickt. Ein Bataillon wurde in Trondheim, das andere in Bergen stationiert. Im Jahr 1744 wurde es nach Dänemark zurückgeholt. Nach dem Heeresgesetz von 1774 wurde es 1776 neu stationiert, der Stab und 2 Kompanien kamen nach Holstebro, 3 Kompanien nach Skive, 4 nach Thisted und 3 nach Nyköping. Der Aushebebezirk war in den Ämtern Hald, Skive, Dueholm, Vestervig, Örum und Aalborg. Im Jahr 1785 wurde es nach Nyborg und Svendborg verlegt. Das Regiment wurde am 11. Dezember 1787 aufgelöst, die Mannschaften wurden in das Regiment Prinz Fredrik integriert.

### Liste der Regimentschefs
- 19. September 1764 Herluf Børgesen Trolle
- 14. Juni 1769 Johann Daniel Kreber
- 11. Dezember 1787 Aufgelöst

## Kavallerie-RegimentBaudissin(1675–1842)
Das Regiment wurde 1675 durch Gustav Adolf von Baudissin in der Grafschaft Oldenburg geworben. Es war 1676 während des Bremen-Verdener Feldzuges an der Eroberung von Stade beteiligt. Danach wurde es nach Schonen verlegt, dort blieb es bis 1679. Nach dem Nordischen Krieg wurde es wieder nach Oldenburg gelegt. Im Jahr 1683 wurde es mit dem übrigen Heer nach Holstein beordert. Es wurde danach in Ringköbing, Varde, Kolding und Hadersleben einquartiert. 1686 kehrte es nach Holstein zurück. Im Jahr 1701 kam es in englische Dienste, um am Spanischen Erbfolgekrieg in Flandern teilzunehmen. Es war nun an allen wichtigen Schlachten des Krieges beteiligt. Nach dem Frieden kam es 1714 nach Holstein zurück. Während des Pommernfeldzugs 1715/1716 kämpfte es bei der Belagerung von Stralsund, 1716 wurde es nach Seeland verlegt, dort blieb es bis zum Ende des Krieges. Im Jahr 1719 erhielt es den Reiterbezirk Skanderborg und erhielt Standorte in Aarhus, Horsens, Skanderborg und Söbygaards. 1734 nahm es am Rheinfeldzug gegen die Franzosen teil. Es kehrte 1736 zurück und erhielt Quartiere in Fredericia, Vejle, Skanderborg, Söbygaard und Horsens. 1741 wurde es wieder verlegt, dieses Mal nach Randers, Aarhus und Bjellerup Ladegaard. In den Jahren zwischen 1758 und 1763 kam es wieder nach Holstein und dann nach Jütland. Dort nahm es wieder Quartier in Aarhus, Randers und Horsens. 1803 kam es zurück nach Holstein, 1807 nach Seeland und 1815 erhielt es Quartier in Horsens (3 Eskadron) und Vejle (1 Eskadron). 1842 wurde das Regiment aufgelöst.
Im Laufe der Geschichte erhielt das Regiment verschiedene Namen:
1675 Baudissins Regiment, 1682 Oldenburgisches Regiment, 1702 Holsteinsches Regiment, 1748 Schleswiger Kürassier-Regiment,
1767 Schleswiger Dragoner-Regiment, 1772 Schleswiger Reiter-Regiment, 1816 Schleswiger Kürassier-Regiment

### Liste der Regimentschefs
- 1675 Gustav Adolf von Baudissin
- 7. September 1677 Claus von Oertzen
- 1679 Eggert Detlev von Bernstorff
- 1701 Franz Joachim von Dewitz
- 10. April 1709 Johann von Gersdorff
- 13. Februar 1714 Johannes Kneyl
- 22. April 1716 Christian von Rantzau
- 9. Oktober 1722 Georg Balthasar von Samitz
- 26. März 1732 Franz Eberhards
- 27. Januar 1738 Ove Juel
- 25. März 1761 Wulf Dietrich von der Schulenburg
- 28. September 1763 Johann Friedrich Sehestedt
- 17. Juni 1785 Johann Schinkel
- 22. Februar 1788 Casper Friedrich von Gähler
- 11. Dezember 1789 Johann Friedrich von Bardenfleth
- 4. Januar 1809 Christian Siegfried von Bassewitz
- 5. November 1809 Ivar Kristian Lasson
- 25. Januar 1821 Jacob Flindt
- 1842 Auflösung

## Oldenburgisches Kürassier-Regiment (1701–1763)
Das Oldenburgische Kürassier-Regiment wurde 1701 als Regiment Ditmersens errichtet, es dauerte aber bis 1703 als es
endlich einsatzbereit war. Auch dieses Regiment sollte vom Graf Schlieben
in Oldenburg geworben werden, aber dieser hatte bis 1702 die Gelder verspielt.
Nachdem das Regiment bereit war, wurde es ein Teil des Hilfskorps, das der
dänische König dem Kaiser im Spanischen Erbfolgekrieg zur Unterstützung gab.
Es wurde dann zur Bekämpfung eines Aufstandes in Ungarn eingesetzt.
Das Regiment kam 1709 zurück und wurde zunächst in Holstein einquartiert.
1711 wurde es nach Wismar verlegt. Es nahm danach an den Kämpfen in
Norddeutschland teil. Nach Beendigung der Kämpfe 1716 wurde es 1717 nach
Schleswig geschickt. In Schleswig selbst nahmen fünf Kompanien Quartier,
eine kam nach Sonderburg, eine nach Eckernförde und eine weitere nach Husum.
Im Jahr 1728 erhielt es den Reiterbezirk Kolding. Nach einiger Zeit wurden
drei Kompanien und Fredericia, eine in Vejle und vier in Kolding stationiert.
Seiner Zeit hatte jede Kompanie 61 Mann und 61 Pferde. Von 1748 bis 1758 war
es dann nach Husum und Rendsburg einquartiert. Bis 1763 stand es noch an der
Grenze zwischen Holstein und Mecklenburg, aber am 31. Mai 1767 wurde es aufgelöst.

### Liste der Regimentschefs
- 25. Oktober 1701 Nikolaus Heinrich Ditmersen
- 2. Juni 1706 Paul Trappaud
- 1. März 1707 Friedrich von Winterfeld
- 9. Dezember 1707 Joachim Carl von Prehn
- 18. Juni 1709 Ulrich Otto von Dewitz
- 6. November 1717 Christian von Friis zu Friisenborg
- 1734 Frederick Conrad von Holstein-Holsteinborg
- 4. September 1747 Erhard von Wedel-Friis
- 24. September 1763 Ludolph Erich von Lersner
- 31. Mai 1767 Auflösung

## Bemerkungen
1. 1 2   Der Dänische König hatte dem Kaiser für einen Feldzug gegen die Türken 2.000 Mann zugesagt. Der Graf Schlieben erhielt Geld und den Auftrag ein Kavallerie- und ein Infanterie-Regiment zu werben. Doch als die Regimenter übergeben werden sollten, waren gerade die Hälfte der Leute zusammen. Das Geld hatte der Graf aber bereits verspielt und floh lieber. Vgl. Otto Frederik Vaupell, Den danske haers historie til nutiden og den norske haers historie, indtil 1814, S. 316 Digitalisat